# Хейвен (телесериал)
«Хе́йвен», также известный как «Та́йны Хе́йвена» (англ. Haven) — мистический сериал совместного производства США и Канады, сценарий которого основан на романе Стивена Кинга «Парень из Колорадо». Создателями сериала являются Сэм Эрнст и Джим Данн. Главные роли исполнили Эмили Роуз, Лукас Брайант и Эрик Бальфур. Съёмки проходили на Южном побережье Новой Шотландии в Канаде.
Премьера драмы состоялась 9 июля 2010 года на канале Syfy. Второй сезон стартовал 15 июля 2011 года. 12 октября 2011 года телесериал был продлён на третий сезон, премьера которого состоялась 22 сентября 2012 года . Продление на четвёртый сезон сериал получил 9 ноября 2012 года, а его премьера состоялась 9 сентября 2013 года. 28 января 2014 года был заказан пятый сезон, состоящий из 26 эпизодов. Сезон был разделён на две части по тринадцать серий. Премьера первой части состоялась 11 сентября 2014 года, а второй части — 8 октября 2015 года.
Syfy закрыл сериал после пятого сезона.

## Сюжет
Агент ФБР Одри Паркер прибывает в городок под названием Хейвен, расположенный в штате Мэн, чтобы найти беглого преступника. Но оказывается, что город издавна служит пристанищем для людей, обладающих сверхспособностями, и многие жители городка используют их далеко не в мирных целях. Жители называют эти способности «бедами», «странностями» или «проблемами», так как не всегда могут их контролировать. Одри обнаруживает, что может помогать людям справляться с такими бедами. Напарником Одри в расследовании таинственных событий становится местный детектив Нейтан Уорнос, а также обаятельный контрабандист Дюк Крокер.

## Разработка и производство
«Хейвен» первоначально был разработан для телеканала ABC в 2007 году писателями Сэмом Эрнстом и Джимом Данном с производственной компанией Piller Segan Shepherd. Ряд инцидентов, в том числе забастовка Гильдии сценаристов, заставили заморозить сериал. ABC в конечном итоге бросили проект. Тогда компания Piller Segan Shepherd решила создать международное партнёрство для производства сериала и привлекла компании Entertainment One, Big Motion Pictures Productions, Shaw Media и Universal Networks International.

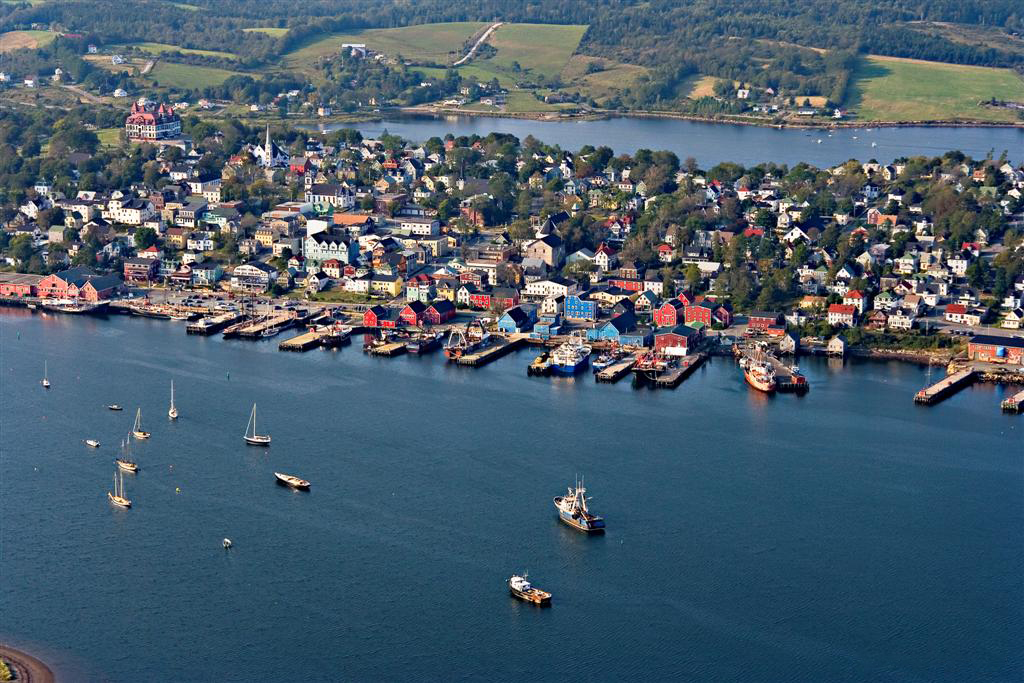
Вид на Луненберг. Побережье можно увидеть в различных эпизодах сериала.

В сентябре 2009 года Entertainment One объявила, что работает со Стивеном Кингом над разработкой телевизионного сериала, основанного на романе «Парень из Колорадо». Компания заказала концепцию сериала, запланированную на 13 эпизодов. В ноябре телеканал Syfy объявил, что приобрёл сериал.
Пилотный эпизод был написан Сэмом Эрнстом и Джимом Данном. В феврале 2010 года Эмили Роуз была утверждена на главную роль офицера Одри Паркер. Эрик Бальфур и Лукас Брайант присоединились в конце марта. Тогда же канадская телекомпания Canwest Global Communications приобрела права на сериал.
В апреле 2010 года Адам Кейн стал режиссёром первого эпизода. Производство началось 20 апреля в Галифаксе, Новая Шотландия и прилегающих районах. Съёмки происходили в основном в Честере, Новая Шотландия и на всем южном побережье канадской провинции, в том числе в Луненберге, Галифаксе и Махоуни Бэе.
Премьерный эпизод «Добро пожаловать в Хейвен» вышел в эфир на Syfy в США 9 июля 2010 года и на Showcase в Канаде 12 июля. В других странах сериал стал доступен в октябре 2010 года.

## Отсылки к другим произведениям
Намеки на произведения Стивена Кинга появляются в сериале регулярно, сам сериал основан на повести Кинга «Парень из Колорадо». В разделе сайта syfy.com, посвящённом сериалу, указано местоположение этих отсылок в каждом эпизоде. Например, Дерри и сам Хейвен — вымышленные города в штате Мэн, ранее использовавшиеся в рассказах автора. Других ссылок предостаточно: один из главных героев получает копию романа, написанного персонажем из романа Кинга «Мизери», в то время как другой персонаж только что был освобожден из тюрьмы Шоушенк. В некоторых случаях сюжет эпизода вращается вокруг идей из работ Кинга: персонаж, который имеет вещие, психометрические видения после соприкосновения с людьми или вещами, растения, убивающие людей, и многие другие. Менее заметные ссылки встречаются в виде названий улиц, персонажей и сцен, напоминающих какие-либо произведения Кинга или фильмы, основанные на них.
Syfy отмечает: «Оно» — особенно любимое произведение Кинга для сценаристов и продюсеров сериала". Например, в «Истории о двух Одри», маленький мальчик в жёлтом дождевике около церкви следует за корабликом, сделанным из газеты, который он запустил в ручей до тех пор, пока он не попадает в канализационную решётку. Мальчик просовывает правую руку в канализацию и затем вскрикивает. Сцена может быть найдена в первой главе книги. Кроме того, производный от романа, эпизод «Страх и ненависть» вращается вокруг человека с бедой, который принимает форму худших страхов человека, а в одном случае выглядит как клоун, визуальный намек на Пеннивайза из фильма «Оно».

## В ролях
| Актёр                 | Персонаж                   | Сезоны          | Сезоны          | Сезоны          | Сезоны          | Сезоны          |
| Актёр                 | Персонаж                   | 1               | 2               | 3               | 4               | 5               |
| Основной состав       | Основной состав            | Основной состав | Основной состав | Основной состав | Основной состав | Основной состав |
| --------------------- | -------------------------- | --------------- | --------------- | --------------- | --------------- | --------------- |
| Эмили Роуз            | Одри Паркер                | Регулярно       | Регулярно       | Регулярно       | Регулярно       | Регулярно       |
| Эмили Роуз            | Сара Вернон                |                 | Р               | Р               |                 |                 |
| Эмили Роуз            | Люси Рипли                 |                 |                 | Р               |                 | Р               |
| Эмили Роуз            | Мара                       |                 |                 |                 | Р               | Р               |
| Эмили Роуз            | Пейдж                      |                 |                 |                 |                 | Р               |
| Лукас Брайант         | Нейтан Уорнос              | Регулярно       | Регулярно       | Регулярно       | Регулярно       | Регулярно       |
| Эрик Бальфур          | Дюк Крокер                 | Регулярно       | Регулярно       | Регулярно       | Регулярно       | Регулярно       |
| Николас Кэмпбелл      | Гарланд Уорнос             | Р               | Г               | Г               |                 |                 |
| Второстепенный состав |                            |                 |                 |                 |                 |                 |
| Ричард Донат          | Винс Тигс                  | Периодически    | Периодически    | Периодически    | Периодически    | Периодически    |
| Джон Дансворт         | Дэйв Тигс                  | Периодически    | Периодически    | Периодически    | Периодически    | Периодически    |
| Мэри-Колин Чисхолл    | Эленор Карр                | П               |                 |                 |                 |                 |
| Энн Кэйлон            | Джесс Миннион              | П               |                 |                 |                 |                 |
| Мишель Монтейт        | Джулия Карр                | П               |                 |                 |                 |                 |
| Стивен Макхэтти       | Эд Дрисколл                | Г               | П               |                 |                 |                 |
| Кэтлин Манро          | Настоящая Одри Паркер      | Г               | П               |                 |                 |                 |
| Джейсон Пристли       | Крис Броуди                |                 | П               |                 |                 | Г               |
| Винесса Антуан        | Эвиденс Райан              |                 | П               |                 |                 |                 |
| Адам Коуплэнд         | Дуайт Хендриксон           |                 | Периодически    | Периодически    | Периодически    | Периодически    |
| Морис Дин Винт        | Агент Байрон Говард        | П               | Г               | П               |                 | П               |
| Бри Уильямсон         | Клэр Каллахан              |                 |                 | П               |                 |                 |
| Дориан Миссик         | Томми Боуэн                |                 |                 | П               |                 | Г               |
| Кейт Келтон           | Джордан Макки              |                 |                 | Г               | Г               |                 |
| Стив Ланд             | Дитя Колорадо/Джеймс Коган |                 |                 | Г               |                 | Г               |
| Колин Фергюсон        | Уильям                     |                 |                 |                 | П               | П               |
| Кристиан Камарго      | Уэйд Крокер                |                 |                 |                 | П               |                 |
| Эмма Лахана           | Дженнифер Мэйсон           |                 |                 |                 | П               |                 |
| Джейни Иствуд         | Глория Веррано             |                 |                 |                 | П               | П               |
| Робер Майе            | Хейви                      |                 |                 |                 | П               | Г               |
| Крис Лемке            | Сет Бирн                   |                 |                 |                 | Г               | П               |
| Лора Меннелл          | Шарлотта Кросс             |                 |                 |                 |                 | П               |
| Пол Браунштейн        | Митчелл                    |                 |                 |                 |                 | П               |
| Кристиан              | Макхью                     |                 |                 |                 |                 | П               |
| Уильям Шетнер         | Кроатоан                   |                 |                 |                 |                 | П               |
| Россиф Сазерленд      | Сэндмен/Генри              |                 |                 |                 |                 | П               |
| Тамара Дуарте         | Хэйли Колтон               |                 |                 |                 |                 | П               |
| Габриэль Трудел       | Лиззи Хендриксон           |                 |                 |                 |                 | П               |

## Эпизоды
| Сезон | Сезон | Эпизоды | Эпизоды | Дата оригинального показа | Дата оригинального показа |
| Сезон | Сезон | Эпизоды | Эпизоды | Премьера сезона           | Финал сезона              |
| ----- | ----- | ------- | ------- | ------------------------- | ------------------------- |
|       | 1     | 13      | 13      | 9 июля 2010               | 8 октября 2010            |
|       | 2     | 13      | 13      | 15 июля 2011              | 6 декабря 2011            |
|       | 3     | 13      | 13      | 21 сентября 2012          | 17 января 2013            |
|       | 4     | 13      | 13      | 13 сентября 2013          | 13 декабря 2013           |
|       | 5     | 26      | 13      | 11 сентября 2014          | 5 декабря 2014            |
|       | 5     | 26      | 13      | 8 октября 2015            | 17 декабря 2015           |

## Реакция критиков
«Хейвен» получил смешанные отзывы от критиков, первый сезон достиг 53 балла из 100 в соответствии с обзором Metacritic. Гленн Гарвин из The Miami Herald нашёл сериал весьма успешным: «повествование эксцентрично, слегка повреждённое, но в конце концов приятное», в то время как Роберт Бьянко из USA Today назвал его «смешной прозрачной мистической драмой, которая тратит прекрасный потенциал Эмили Роуз». Роман Арбитман оценил первый сезон сериала на 8 баллов из 10.

## Награды и номинации
Сериал и участвующие в нём актёры были номинированы на несколько премий: «Astra Awards» (2012), «Джемини» (2013) и «Сатурн» (2014), но не получил ни одной.